# Matthew Stonier
Matthew Stonier (* 24. September 2001 in Sturry, Kent) ist ein britischer Leichtathlet, der sich auf den Mittelstreckenlauf spezialisiert hat.

## Leben
Matthew Stonier stammt aus der englischen Grafschaft Kent. Er besuchte The King’s School, Canterbury. Während seiner Zeit an der Schule begann er mit der Leichtathletik und war zunächst vor allem im Crosslauf erfolgreich. Nach dem Schulabschluss nahm er ein Studium an der Loughborough University auf.

## Sportliche Laufbahn
Stonier trat im Jahr 2018 in seinen ersten Wettkämpfen über die Mittelstrecke auf nationaler Ebene an. 2019 belegte er bei den englischen U20-Meisterschaften den sechsten Platz im 1500-Meter-Lauf. Zum Ende des Jahres nahm er im U20-Rennen bei den Crosslauf-Europameisterschaften in Portugal teil, kam dort allerdings nicht über Platz 72 hinaus. 2020 gewann er eine Vielzahl von Crossläufen in seiner Heimat. Ab 2021 startete er in der höheren Altersklasse. Im Juni belegte er zunächst bei den vierten Platz über 1500 Meter bei den englischen U23-Meisterschaften. Einen Monat später trat er zum ersten Mal bei den nationalen Meisterschaften der Erwachsenen an. Dort belegte er über die gleiche Distanz den achten Platz. Zum Ende des Jahres startete er im U23-Rennen bei den Crosslauf-Europameisterschaften in Dublin. Diesmal erreichte er auf dem 25. Platz das Ziel.
Die Stadionsaison 2022 begann für Stonier mit einem Sieg im 1500-Meter-Lauf bei den britischen Hochschulmeisterschaften. Im Laube der Freiluftsaison lief er gleiche mehrere Rennen über seine bevorzugte Strecke unter 3:40,00 min. Im Mai gewann er einen historische bedeutsamen Wettkampf im Meilenlauf und blieb dabei in seinem ersten Wettkampf über die Distanz unter der Marke von vier Minuten. Ende Juni belegte er den sechsten Platz bei den britischen Meisterschaften und wurde anschließend, aufgrund seiner Leistungen im Laufe der Saison, für die Commonwealth Games in der Heimat ausgewählt. Dort trat er Anfang August an und erreichte das Finale des 1500-Meter-Laufs. Darin lief er eine neue Bestzeit von 3:32,50 min und belegte damit den siebten Platz. Im Anschluss trat er nur wenige Wochen später bei den Europameisterschaften in München an. Auch dort zog er in das Finale ein, das er schließlich als Fünfter beendete. 2023 belegte Stonier bei den U23-Europameisterschaften in Espoo den vierten Platz über 1500 Meter.

## Wichtige Wettbewerbe
| Jahr                               | Veranstaltung                      | Ort                                | Platz                              | Disziplin                          | Zeit                               |
| Startet für Vereinigtes Königreich | Startet für Vereinigtes Königreich | Startet für Vereinigtes Königreich | Startet für Vereinigtes Königreich | Startet für Vereinigtes Königreich | Startet für Vereinigtes Königreich |
| ---------------------------------- | ---------------------------------- | ---------------------------------- | ---------------------------------- | ---------------------------------- | ---------------------------------- |
| 2019                               | Crosslauf-Europameisterschaften    | Lissabon                           | 72.                                | U20-Rennen                         | 20:24 min                          |
| 2021                               | Crosslauf-Europameisterschaften    | Dublin                             | 25.                                | U23-Rennen                         | 25:23 min                          |
| 2022                               | Commonwealth Games                 | Birmingham                         | 7.                                 | 1500 m                             | 3:32,50 min                        |
| 2022                               | Europameisterschaften              | München                            | 5.                                 | 1500 m                             | 3:35,97 min                        |
| 2023                               | U23-Europameisterschaften          | Espoo                              | 4.                                 | 5000 m                             | 3:44,31 min                        |

## Persönliche Bestleistungen
Freiluft
- 800 m: 1:45,79 min, 12. August 2023, Manchester
- 1500 m: 3:31,30 min, 23. Juli 2023, London
- Meilenlauf: 3:54,89 min, 14. Mai 2022, London

Halle
- 3000 m: 7:51,12 min, 28. Januar 2023, Manchester